# Zlín (zámek)
Zámek Zlín je čtyřkřídlý zámek v barokně-klasicistním slohu s vnitřním nádvořím. Nachází se uprostřed sadu Svobody v centru Zlína. V současnosti (k 21. říjnu 2022) v budově sídlí několik subjektů.

## Historie

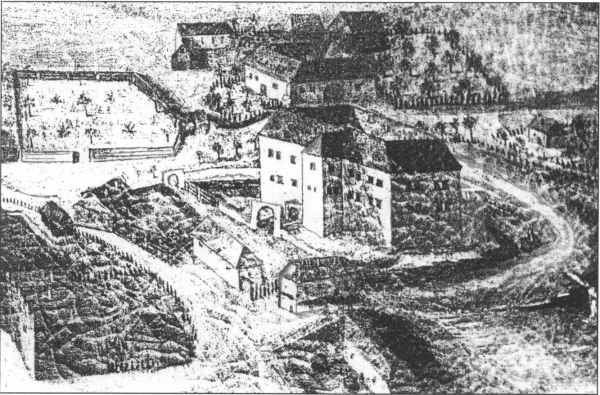
Zlínský zámek v roce 1746

První doložená tvrz byla ve Zlíně postavena za držby Šternberků, když panství v roce 1358 koupili bratři Albrecht Aleš a Zdeněk ze Šternberka. Tvrz byla ze všech stran obehnána vodním příkopem s padacími mosty. V záznamech po roce 1366 je tvrz uváděna jako hrad a zároveň nejcennější objekt panství. Dle pověsti moravského topografa Řehoře Wolného se zlínská tvrz měla nazývat Šternberk.
Původní gotická tvrz byla přestavěna ve druhé polovině 16. století do renesanční zámecké podoby. V době uherského povstání byl vypleněn Maďary. Poničenou budovu nechal ve 2. polovině 18. století hrabě František Xaver Khevenhüller-Metsch přestavit v barokním slohu. Naposledy byl necitlivě změněn vzhled počátkem 20. století. 25. června 1929 koupilo zámek město Zlín. V roce 1930 město zámek pronajalo Baťovu podpůrnému fondu, který zde zřídil klubový dům a kavárnu, čím otevřel zámek veřejnosti.
Na konci 50. let 20. století do něj bylo umístěno muzeum a výstavní prostory.
Do roku 2012 v zámku měla svoji stálou expozici také Krajská galerie výtvarného umění ve Zlíně a sídlilo zde Muzeum jihovýchodní Moravy ve Zlíně. V přízemí západního křídla se nacházela Zámecká restaurace a vinárna. Muzeum a Galerie se odsud odstěhovaly do areálu Baťových závodů, do rekonstruované a pro obě instituce adaptované budovy č. 14. V uvolněné budově zámku našly od ledna 2013 do září 2014 svá dočasná útočiště folklorní soubory a dechové orchestry. Od února 2014 sídlí ve druhém podlaží Galerie Václava Chada. Ve stejném roce byl představen plán na rekonstrukci zámku. Podobu rekonstrukce vypracoval architekt Pavel Míček, jehož studie, která by výrazně změnila podobu zámku, vzbudila poměrně vyhraněné reakce. V roce 2015 bylo ve veřejné anketě rozhodnuto, že zámek se podle Míčkovy studie opravovat nebude. V roce 2019 přišlo vedení města s novým plánem na rekonstrukci zámku a jeho využití. V roce 2020 město Zlín získalo dotaci 9 milionů korun na výměnu oken zámku. O rok později byla zveřejněna nová podoba plánované rekonstrukce, kterou navrhl ateliér architekta Pavla Mudříka, ve spolupráci s architektkou Martinou Gábor.